# Gordon Edward Grimsdale
Gordon Edward Grimsdale, britanski general, * 1893, † 1950.